# Віджевано

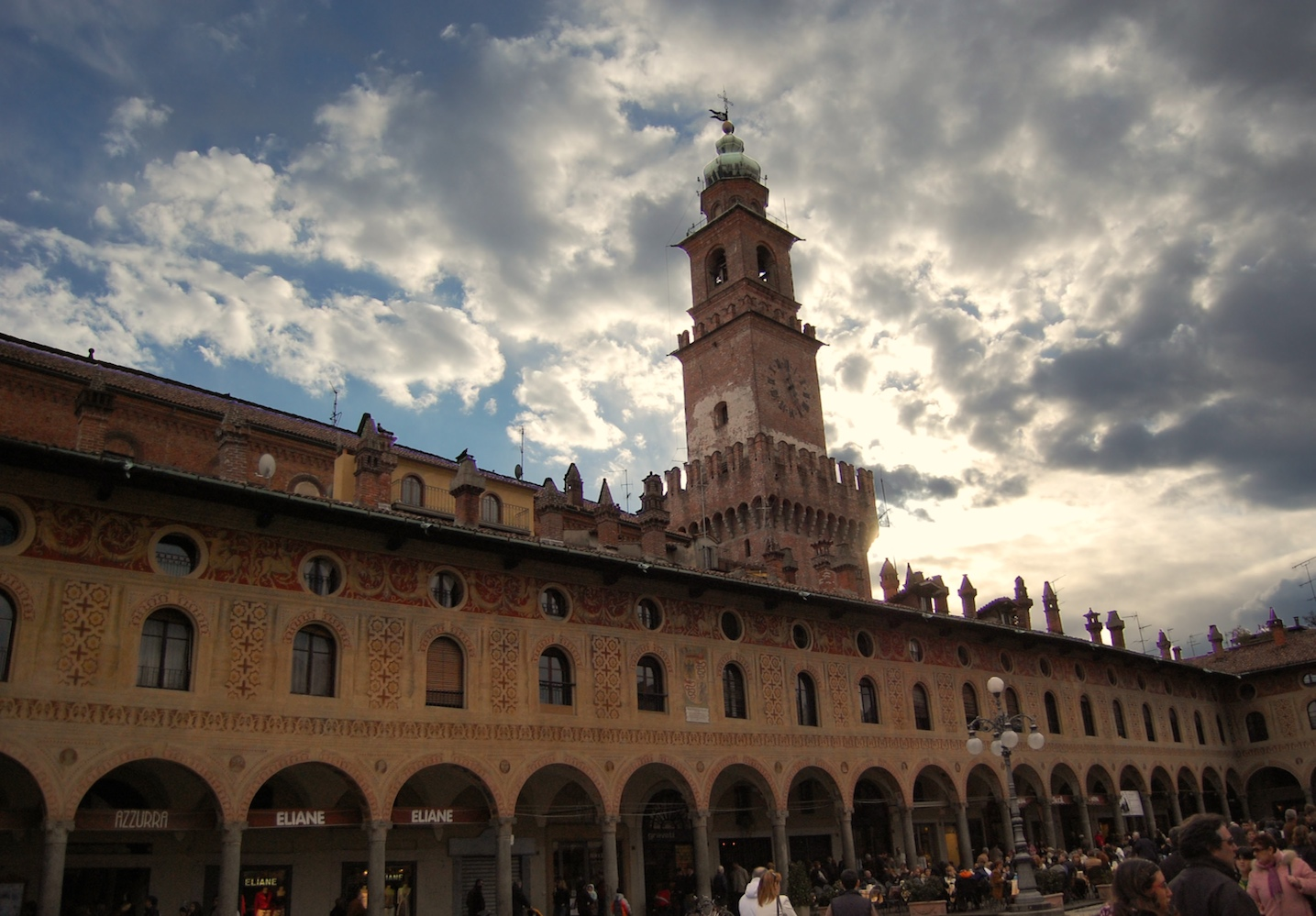

Віджевано (італ. Vigevano) — місто та муніципалітет в Італії, у регіоні Ломбардія, провінція Павія.
Віджевано розташоване на відстані близько 480 км на північний захід від Рима, 31 км на південний захід від Мілана, 27 км на північний захід від Павії.
Населення — 63 442 особи (2014).
Покровитель — Sant Ambrogio (protettore Beato Matteo Carreri).

## Демографія
Населення за роками:

Станом на 1 січня 2023 року в муніципалітеті офіційно проживало 9820 іноземців з 111 країн, серед них 1546 громадян країн Євросоюзу та 337 громадян України.

## Сусідні муніципалітети
- Абб'ятеграссо
- Берегуардо
- Безате
- Борго-Сан-Сіро
- Кассольново
- Чилавенья
- Гамболо
- Гравеллона-Ломелліна
- Моримондо
- Мортара
- Мотта-Вісконті
- Парона

## Міста-побратими
- Веньчжоу, КНР
- Фікарра, Італія
- Матера, Італія